# Kunjonun jeppotta
A Kunjonun jeppotta (hangul: 그녀는 예뻤다, RR: Geunyeoneun Yeppeotta), angol címén She Was Pretty, egy 2015-ben bemutatott dél-koreai romantikus vígjáték dorama, melyet az MBC csatorna vetített Hvang Dzsongum (Hwang Jung-eum), Pak Szodzsun (Park Seo-joon), Cshö Sivon (Choi Siwon) és Ko Dzsunhi (Go Joon-hee) főszereplésével.

## Szereplők
- Hvang Dzsongum (Hwang Jung-eum) (황정음): Kim Hjedzsin (Kim Hye-jin)
- Pak Szodzsun (Park Seo-joon) (박서준): Csi Szongdzsun (Ji Sung-joon)
- Cshö Sivon (Choi Siwon) (최시원): Kim Sinhjok (Kim Shin-hyuk)
- Ko Dzsunhi (Go Joon-hee) (고준희): Min Hari (Min Ha-ri)

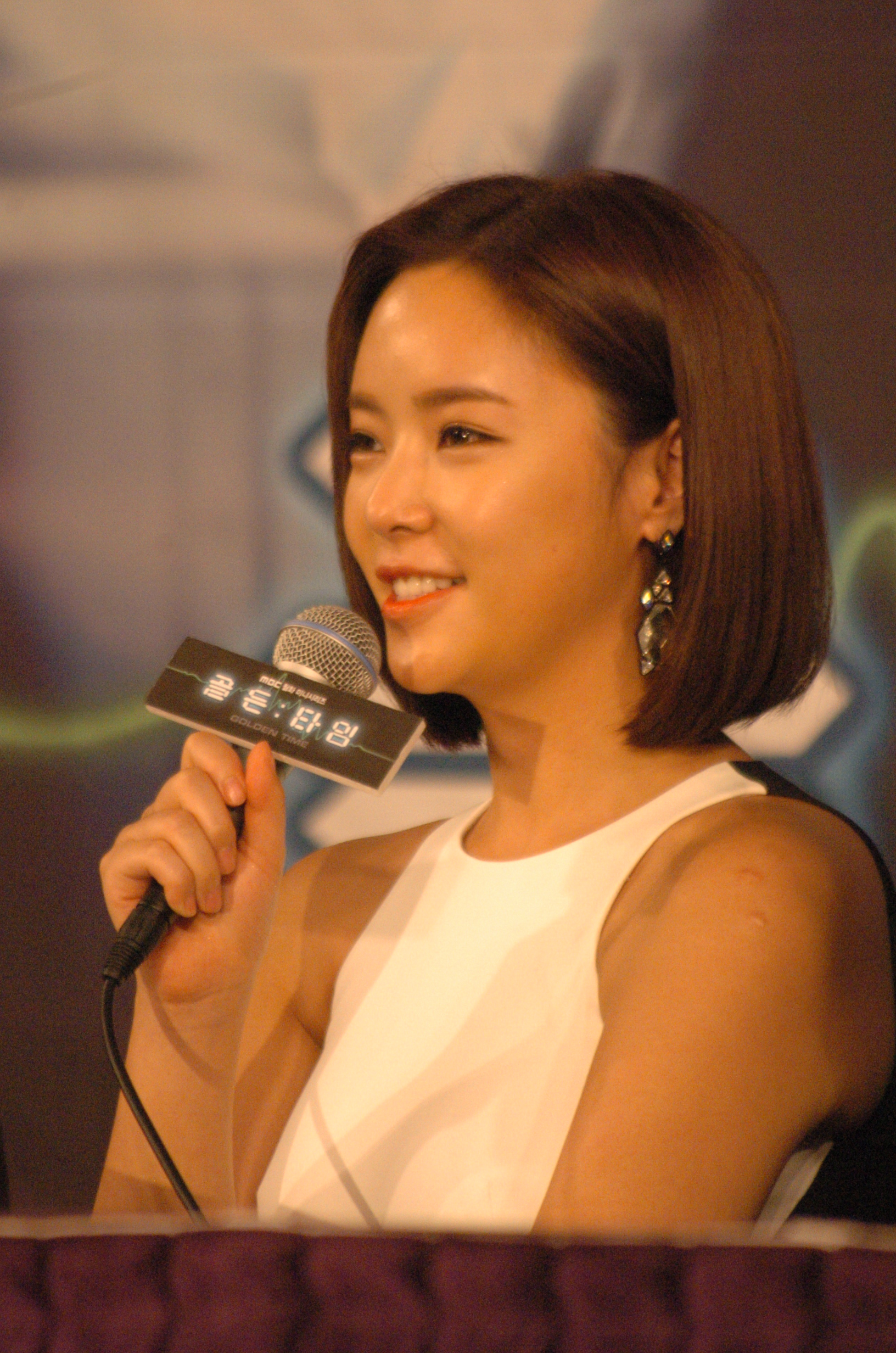
Hvang Dzsongum (Hwang Jung-eum)
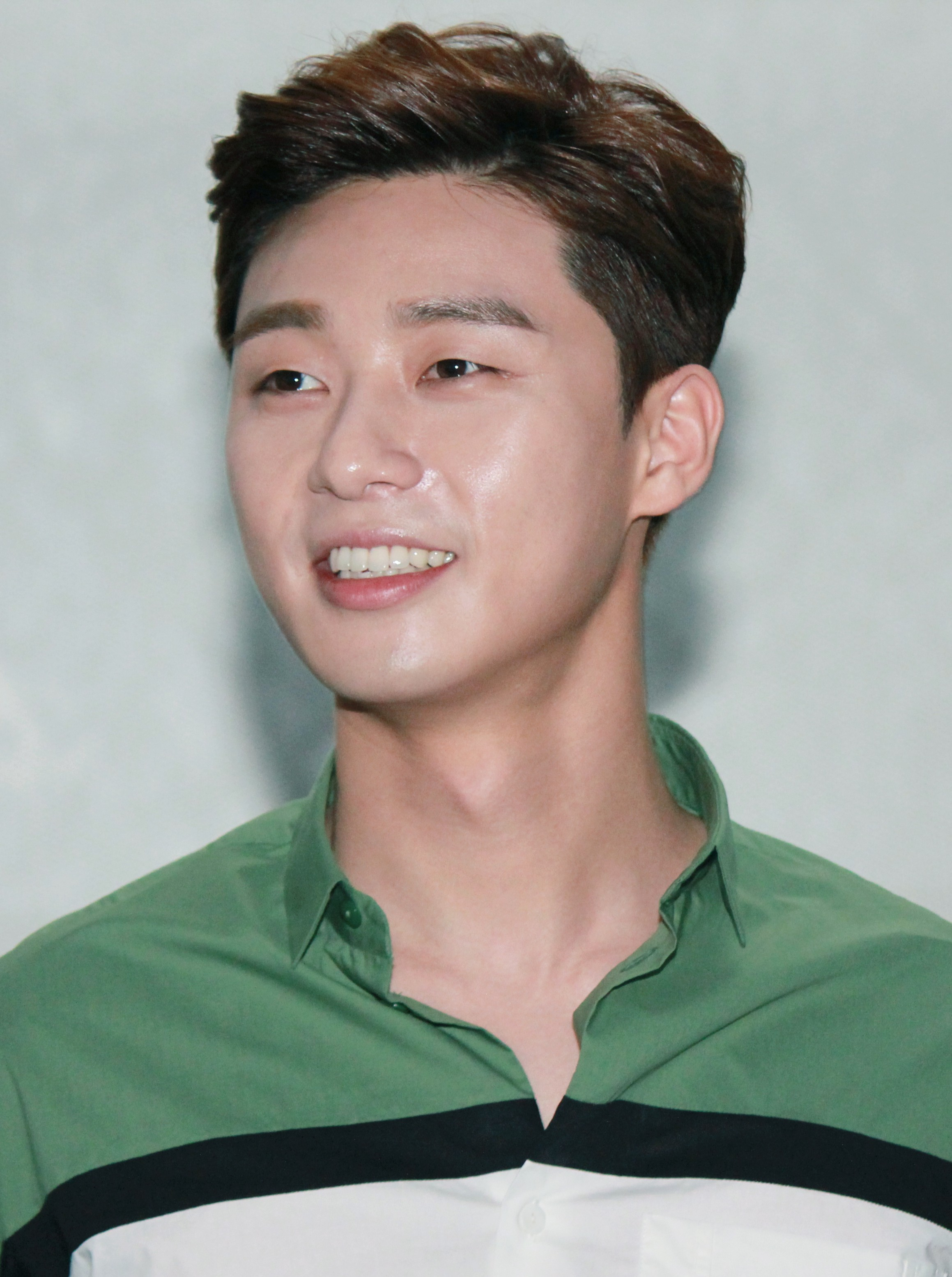
Pak Szodzsun (Park Seo-joon)
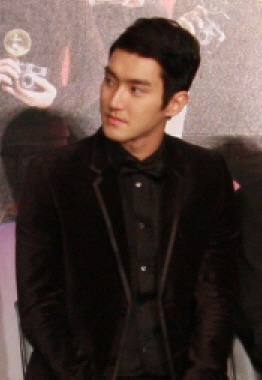
Cshö Sivon (Choi Siwon)
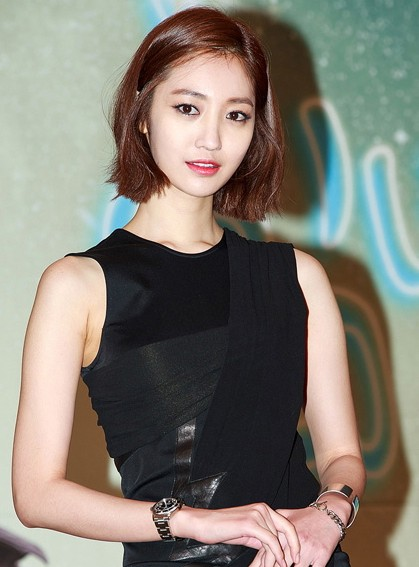
Ko Dzsunhi (Go Joon-hee)